# School voor Journalistiek
De School voor Journalistiek (SvJ) in Utrecht is een hbo-opleiding voor journalistiek.

## Geschiedenis
De school werd na jaren van voorbereiding op 3 oktober 1966 geopend door minister van Onderwijs Diepenhorst. Het eerste diploma werd op 20 juni 1969 uitgereikt. Tegenwoordig is de school onderdeel van de Hogeschool Utrecht (HU). De opleiding Journalistiek is de oudste journalistiekopleiding in Nederland. De school bevond zich tot begin 2016 nog op de faculteit Communicatie en Journalistiek (FCJ) aan de Padualaan in de wijk De Uithof in Utrecht. Begin 2016 verhuisde de gehele faculteit, ook de SvJ naar de Bolognalaan, ook op de Uithof. In 2018 verliet de School voor Journalistiek het tijdelijke gebouw aan de Bolognalaan om zich te vestigen in een nieuw gebouw aan de Heidelberglaan.

## Bekende (oud)docenten
De SvJ heeft een aantal bekende Nederlanders als (oud)docent. De bekendsten zijn:
- Pieter Broertjes (1952): oud-hoofdredacteur de Volkskrant
- Chris van der Heijden (1954): historicus en schrijver
- Piet van den Ende (1933): journalist, v.a. 1979 directeur VARA-radio
- Gerard Jacobs (1953): journalist en schrijver
- Ad van Liempt (1949): historicus, televisiemaker en journalist
- Rudy Mackay (1981): radio-dj bij 3FM
- Jeroen Overbeek (1966): nieuwslezer bij het NOS Journaal
- Thijs Maalderink (1984): radio-dj bij NPO Radio 1 en NPO Radio 2
- Ruud Hoff (1949-2020): geschiedkundige, politicoloog en Midden-Oostendeskundige; docent Geschiedenis en Buitenlandse Politiek (sinds 1983)
- Gijs Schreuders (1947-2020): neerlandicus en oud-Tweede Kamerlid voor de CPN

## Bekende oud-studenten
- Jurriaan Andriessen
- One'sy Muller
- Lia van Bekhoven
- Gert Berg
- Barbara van Beukering
- Michiel Bosgra
- Sanne Boswinkel
- Tanja Braun
- Jan Brokken
- Jellie Brouwer
- Walther Burgering
- Joris van Casteren
- Petra Dorrestijn
- Kees Driehuis
- Tom Egbers
- Frits van Exter
- Job Frieszo
- Pim van Galen
- Boudewijn Geels
- Waldy van Geenen
- Danny Ghosen
- Jerry Goossens
- Jeroen Grueter
- Linda Hakeboom
- Ruud Hendriks
- Gerard Jacobs

- Lieve Joris
- Arendo Joustra
- Robbie Kammeijer
- Arnold Karskens
- Benjamin Kat
- Iwris Kelly
- Sven Kockelmann
- Mark Kranenburg
- Jan Kuitenbrouwer
- Daphne Lammers
- Hans Laroes
- Frénk van der Linden
- Koert Lindijer
- Rudy Mackay
- Saïda Maggé
- Mustafa Marghadi
- Diana Matroos
- Milouska Meulens
- Rozemarijn Moggré
- Erik Mouthaan
- Cécile Narinx
- Pieter Nouwen
- Ilvy Njiokiktjien
- Erwin Olaf
- Joost Oranje

- Max Pam
- Bas Paternotte
- Anke Plättner
- Roosmarijn Reijmer
- Jan Roos
- Tomas Ross
- Heleen van Royen
- Lex Runderkamp
- Sandra Schuurhof
- Fouad Sidali
- Arjan Snijders
- Bart Spring in 't Veld
- Annechien Steenhuizen
- Shelly Sterk
- Maaike Timmerman
- Bas van Veenendaal
- Daniël Verlaan
- Dominique Weesie
- Merel Westrik
- Janneke Willemse
- Edwin Winkels
- Tim de Wit
- Femke Wolting
- Rop Zoutberg

## Studievereniging
De studievereniging van de School voor Journalistiek heet LeF (Letterlijk en Figuurlijk). LeF organiseert wekelijks interviews met mensen uit het vak (het Bonusprogramma). Ook organiseert de studievereniging feesten, journalistieke reizen en activiteiten in het faculteitscafé 'HideOut'. Het café is gevestigd in het faculteitsgebouw.